# ゴットフリート・ヴィルヘルム・ライプニッツ賞
ゴットフリート・ヴィルヘルム・ライプニッツ賞（Gottfried Wilhelm Leibniz Prize、ドイツ語: Förderpreis für deutsche Wissenschaftler im Gottfried Wilhelm Leibniz-Programm der Deutschen Forschungsgemeinschaft）は、1985年よりドイツ研究振興協会が贈る、ドイツ国内で働く研究者のための賞である。ドイツの科学界の最大の賞で、毎年10人に、7年間に渡って実験科学者には250万ユーロ、理論科学者には90万ユーロが贈られる。

## 主な受賞者
- 1986年: クリスティアーネ・ニュスライン＝フォルハルト
- 1986年: ユルゲン・ハーバーマス
- 1986年: ハルトムート・ミヒェル
- 1986年: ユリウス・ヴェス
- 1987年: ベルト・ザクマン
- 1987年: エルヴィン・ネーアー
- 1988年: ジョージ・シェルドリック
- 1989年: テオドール・ヘンシュ
- 1990年: ラインハルト・ゲンツェル
- 1990年: ヘルムート・シュヴァルツ
- 1991年: ゲルハルト・エルトル
- 1992年: スバンテ・ペーボ
- 1992年: イルメラ・日地谷・キルシュネライト
- 1993年: クラウス・シュノア
- 1996年: ゲルト・ファルティングス
- 2002年: フランツ＝ウルリッヒ・ハートル
- 2005年: イマヌエル・ブロッホ
- 2006年: フェレンツ・クラウス
- 2008年: シュテファン・ヘル
- 2012年: ライナー・フォアスト
- 2013年: ペーター・ヘーゲマン
- 2015年: シュテファン・グリメ
- 2016年: エマニュエル・シャルパンティエ
- 2016年: ペーター・ショルツェ
- 2016年: ベンジャミン・リスト
- 2016年: クリストフ・メラース